# میریانا کارانوویچ
میریانا کارانوویچ (انگلیسی: Mirjana Karanović؛ زادهٔ ۲۸ ژانویهٔ ۱۹۵۷) یک هنرپیشه اهل صربستان است.
از فیلم‌ها یا برنامه‌های تلویزیونی که وی در آن نقش داشته است می‌توان به گرباویتسا، زیرزمین، وقتی بابا رفته بود مأموریت، زندگی یک معجزه است، سرزمین موعود و زندگی زیباست اشاره کرد.